# Wereldkampioenschap superbike van Imola 2014
Het wereldkampioenschap superbike van Imola 2014 was de vierde ronde van het wereldkampioenschap superbike en het wereldkampioenschap Supersport 2014. De races werden verreden op 11 mei 2014 op het Autodromo Enzo e Dino Ferrari nabij Imola, Italië.

## Superbike

### Race 1
De Bimota-coureurs werden niet opgenomen in de uitslag omdat hun motorfiets niet was gehomologeerd door de FIM.
| Pos | Nr  | Rijder               | Constructeur | Rondes | Tijd         | Grid | Punten |
| --- | --- | -------------------- | ------------ | ------ | ------------ | ---- | ------ |
| 1   | 65  | Jonathan Rea         | Honda        | 19     | 34:14.829    | 1    | 25     |
| 2   | 7   | Chaz Davies          | Ducati       | 19     | +4.511       | 4    | 20     |
| 3   | 1   | Tom Sykes            | Kawasaki     | 19     | +6.492       | 6    | 16     |
| 4   | 76  | Loris Baz            | Kawasaki     | 19     | +8.434       | 7    | 13     |
| 5   | 50  | Sylvain Guintoli     | Aprilia      | 19     | +9.134       | 2    | 11     |
| 6   | 33  | Marco Melandri       | Aprilia      | 19     | +14.925      | 5    | 10     |
| 7   | 58  | Eugene Laverty       | Suzuki       | 19     | +19.973      | 8    | 9      |
| 8   | 22  | Alex Lowes           | Suzuki       | 19     | +21.582      | 12   | 8      |
| 9   | 24  | Toni Elías           | Aprilia      | 19     | +28.781      | 15   | 7      |
| 10  | 91  | Leon Haslam          | Honda        | 19     | +31.245      | 10   | 6      |
| 11  | 19  | Leon Camier          | BMW          | 19     | +40.996      | 11   | 5      |
| 12  | 44  | David Salom          | Kawasaki     | 19     | +55.372      | 14   | 4      |
| 13  | 23  | Luca Scassa          | Kawasaki     | 19     | +55.899      | 17   | 3      |
| 14  | 21  | Jérémy Guarnoni      | Kawasaki     | 19     | +1:04.402    | 24   | 2      |
| 15  | 21  | Alessandro Andreozzi | Kawasaki     | 19     | +1:23.074    | 23   | 1      |
| 16  | 9   | Fabien Foret         | Kawasaki     | 19     | +1:23.324    | 22   |        |
| 17  | 32  | Sheridan Morais      | Kawasaki     | 19     | +1:36.763    | 18   |        |
| 18  | 71  | Claudio Corti        | MV Agusta    | 19     | +1:36.942    | 21   |        |
| 19  | 56  | Péter Sebestyén      | BMW          | 19     | +1:43.545    | 28   |        |
| 20  | 10  | Imre Tóth            | BMW          | 19     | +1:43.819    | 25   |        |
| DNF | 34  | Davide Giugliano     | Ducati       | 11     | Ongeluk      | 3    |        |
| DNF | 84  | Michel Fabrizio      | Kawasaki     | 8      | Uitgevallen  | 20   |        |
| DNF | 20  | Aaron Yates          | EBR          | 7      | Uitgevallen  | 27   |        |
| DNF | 59  | Niccolò Canepa       | Ducati       | 5      | Uitgevallen  | 9    |        |
| DNF | 112 | Ivan Goi             | Ducati       | 0      | Ongeluk      | 13   |        |
| DNS | 99  | Geoff May            | EBR          | 0      | Niet gestart | 26   |        |
| DSQ | 2   | Christian Iddon      | Bimota       | 19     | +55.174      | 19   |        |
| DSQ | 86  | Ayrton Badovini      | Bimota       | 7      | Uitgevallen  | 16   |        |

### Race 2
De Bimota-coureurs werden niet opgenomen in de uitslag omdat hun motorfiets niet was gehomologeerd door de FIM.
| Pos | Nr  | Rijder               | Constructeur | Rondes | Tijd         | Grid | Punten |
| --- | --- | -------------------- | ------------ | ------ | ------------ | ---- | ------ |
| 1   | 65  | Jonathan Rea         | Honda        | 19     | 34:14.255    | 1    | 25     |
| 2   | 7   | Chaz Davies          | Ducati       | 19     | +4.095       | 4    | 20     |
| 3   | 50  | Sylvain Guintoli     | Aprilia      | 19     | +5.546       | 2    | 16     |
| 4   | 76  | Loris Baz            | Kawasaki     | 19     | +6.285       | 7    | 13     |
| 5   | 1   | Tom Sykes            | Kawasaki     | 19     | +7.147       | 6    | 11     |
| 6   | 34  | Davide Giugliano     | Ducati       | 19     | +22.054      | 3    | 10     |
| 7   | 24  | Toni Elías           | Aprilia      | 19     | +25.811      | 15   | 9      |
| 8   | 91  | Leon Haslam          | Honda        | 19     | +26.127      | 10   | 8      |
| 9   | 58  | Eugene Laverty       | Suzuki       | 19     | +26.306      | 8    | 7      |
| 10  | 22  | Alex Lowes           | Suzuki       | 19     | +33.046      | 12   | 6      |
| 11  | 33  | Marco Melandri       | Aprilia      | 19     | +37.788      | 5    | 5      |
| 12  | 19  | Leon Camier          | BMW          | 19     | +42.415      | 11   | 4      |
| 13  | 44  | David Salom          | Kawasaki     | 19     | +52.114      | 14   | 3      |
| 14  | 23  | Luca Scassa          | Kawasaki     | 19     | +59.001      | 17   | 2      |
| 15  | 9   | Fabien Foret         | Kawasaki     | 19     | +1:04.364    | 22   | 1      |
| 16  | 21  | Jérémy Guarnoni      | Kawasaki     | 19     | +1:18.512    | 24   |        |
| 17  | 21  | Alessandro Andreozzi | Kawasaki     | 19     | +1:34.487    | 23   |        |
| 18  | 99  | Geoff May            | EBR          | 18     | +1 ronde     | 26   |        |
| 19  | 10  | Imre Tóth            | BMW          | 18     | +1 ronde     | 25   |        |
| DNF | 59  | Niccolò Canepa       | Ducati       | 15     | Uitgevallen  | 9    |        |
| DNF | 32  | Sheridan Morais      | Kawasaki     | 10     | Uitgevallen  | 18   |        |
| DNF | 84  | Michel Fabrizio      | Kawasaki     | 8      | Uitgevallen  | 20   |        |
| DNF | 56  | Péter Sebestyén      | BMW          | 8      | Ongeluk      | 28   |        |
| DNF | 20  | Aaron Yates          | EBR          | 8      | Uitgevallen  | 27   |        |
| DNF | 71  | Claudio Corti        | MV Agusta    | 6      | Uitgevallen  | 21   |        |
| DNS | 112 | Ivan Goi             | Ducati       | 0      | Niet gestart | 13   |        |
| DSQ | 86  | Ayrton Badovini      | Bimota       | 19     | +42.284      | 16   |        |
| DSQ | 2   | Christian Iddon      | Bimota       | 19     | +51.220      | 19   |        |

## Supersport
| Pos | Nr  | Rijder               | Constructeur | Rondes | Tijd           | Grid | Punten |
| --- | --- | -------------------- | ------------ | ------ | -------------- | ---- | ------ |
| 1   | 26  | Lorenzo Zanetti      | Honda        | 17     | 31:53.543      | 2    | 25     |
| 2   | 60  | Michael van der Mark | Honda        | 17     | +2.072         | 6    | 20     |
| 3   | 21  | Florian Marino       | Kawasaki     | 17     | +6.263         | 8    | 16     |
| 4   | 99  | P.J. Jacobsen        | Kawasaki     | 17     | +10.043        | 7    | 13     |
| 5   | 44  | Roberto Rolfo        | Kawasaki     | 17     | +16.366        | 10   | 11     |
| 6   | 61  | Fabio Menghi         | Yamaha       | 17     | +23.914        | 13   | 10     |
| 7   | 24  | Marco Bussolotti     | Honda        | 17     | +24.060        | 11   | 9      |
| 8   | 84  | Riccardo Russo       | Honda        | 17     | +24.150        | 14   | 8      |
| 9   | 19  | Kevin Wahr           | Yamaha       | 17     | +24.996        | 12   | 7      |
| 10  | 10  | Alessandro Nocco     | Kawasaki     | 17     | +25.115        | 18   | 6      |
| 11  | 4   | Jack Kennedy         | Honda        | 17     | +33.695        | 19   | 5      |
| 12  | 35  | Raffaele De Rosa     | Honda        | 17     | +36.079        | 17   | 4      |
| 13  | 11  | Christian Gamarino   | Kawasaki     | 17     | +39.322        | 16   | 3      |
| 14  | 9   | Tony Coveña          | Kawasaki     | 17     | +46.397        | 20   | 2      |
| 15  | 16  | Jules Cluzel         | MV Agusta    | 17     | +54.935        | 1    | 1      |
| 16  | 89  | Fraser Rogers        | Honda        | 17     | +1:07.909      | 23   |        |
| 17  | 7   | Nacho Calero         | Honda        | 17     | +1:16.621      | 21   |        |
| DNF | 54  | Kenan Sofuoğlu       | Kawasaki     | 12     | Uitgevallen    | 5    |        |
| DNF | 161 | Alexey Ivanov        | Yamaha       | 12     | Uitgevallen    | 22   |        |
| DNF | 65  | Vladimir Leonov      | MV Agusta    | 9      | Uitgevallen    | 9    |        |
| DNF | 25  | Alex Baldolini       | MV Agusta    | 6      | Schade ongeluk | 24   |        |
| DNF | 88  | Kev Coghlan          | Yamaha       | 1      | Ongeluk        | 3    |        |
| DNF | 5   | Roberto Tamburini    | Kawasaki     | 1      | Ongeluk        | 4    |        |
| DNF | 14  | Ratthapark Wilairot  | Honda        | 0      | Ongeluk        | 15   |        |

## Tussenstanden na wedstrijd

### Superbike
| Pos | Nr | Rijder           | Team     | Punten |
| --- | -- | ---------------- | -------- | ------ |
| 1   | 65 | Jonathan Rea     | Honda    | 139    |
| 2   | 1  | Tom Sykes        | Kawasaki | 135    |
| 3   | 50 | Sylvain Guintoli | Aprilia  | 123    |
| 4   | 76 | Loris Baz        | Kawasaki | 119    |
| 5   | 7  | Chaz Davies      | Ducati   | 87     |

### Supersport
| Pos | Nr | Rijder               | Team      | Punten |
| --- | -- | -------------------- | --------- | ------ |
| 1   | 60 | Michael van der Mark | Honda     | 65     |
| 2   | 21 | Florian Marino       | Kawasaki  | 65     |
| 3   | 26 | Lorenzo Zanetti      | Honda     | 49     |
| 4   | 88 | Kev Coghlan          | Yamaha    | 44     |
| 5   | 16 | Jules Cluzel         | MV Agusta | 42     |

2001 · 2002 · 2003 · 2004 · 2005 · 2006 · 2009 · 2010 · 2011 · 2012 · 2013 · 2014 · 2015 · 2016 · 2017 · 2018 · 2019 · 2023